# Jean Eskenazi
Pour les articles homonymes, voir Eskenazi.
Jean Eskenazi, né le 22 avril 1913 à Paris et mort le 26 septembre 1986, à Boulogne-Billancourt, était un journaliste sportif français spécialisé dans le football. Il a couvert toutes les éditions de la Coupe du monde de football de 1930 à sa mort. Il arborait toujours un œillet rouge à la boutonnière.
Il fait ses débuts de journaliste sportif à l'âge de 16 ans dans le bihebdomadaire l'Aéro-Sports.
Parmi ses nombreux ouvrages, signalons Pour mémoires publié en 1969, où de Cerdan à Anquetil, le directeur du service de France-Soir raconte quarante années de journalisme.
Il a participé en tant qu'acteur à six films de cinéma. On citera ici Les Fous du stade (1972) où il joue le rôle de l'organisateur des Jeux.
Il est brièvement évoqué par Philippe Labro dans son roman Le flûtiste invisible : « En réalité, [...] il possédait la sagesse de ses ancêtres, des juifs séfarades mâtinés d'Égypte ou de Smyrne » (pages 84 et 85).